# Tormod Haugen
Tormod Haugen, född 12 maj 1945 i Trysil, död 18 oktober 2008 i Oslo, var en norsk författare till barnlitteratur och översättare.

## Biografi

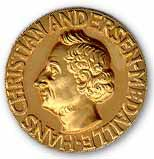
Tormod Haugen, vinnare av H.C. Andersen-medaljen (1990)

Tormod Haugen växte upp i Nybergsund, en liten by i Trysil i Hedmark län, Norge. Efter examen vid Hamar katedralskola 1965 studerade han tyska, konsthistoria och litteraturvetenskap vid Universitetet i Oslo. Han arbetade på Munchmuseet från 1971 till 1973. Han debuterade som författare 1973 med Ikke som i fjor (Inte som förra året). Efter sin debut skrev han en lång rad barn- och ungdomsböcker och han blev en av de mer hyllade författarna av barnlitteratur i Skandinavien.
Haugen var en nyskapande författare som plockade upp element från norska folksagor och myter samt från internationella barnlitterära traditioner. Ett återkommande tema i hans författarskap var det ensamma barnet vars känslor och önskemål inte beaktas av vuxenvärlden och som en följd av detta hamnar i situationer som ligger utanför barnets kontroll. Haugens böcker har sålts i 26 länder och översatts till 24 språk. Han var också en aktiv översättare. Bland annat översatte han Narnia-böckerna av C. S. Lewis till norska.

## Utmärkelser
För sitt "långvariga bidrag till barnlitteraturen" mottog han den internationella H.C. Andersen-medaljen 1990. 
1984 blev Haugen den första barnboksförfattaren som nominerades till Nordiska rådets litteraturpris. Han vann priset för Nordic School Librarian Association
1986. Han nominerades till det norska Bokhandlarpriset 1997 och till det internationella Astrid Lindgren Memorial Award 2005.